# Walnut (Mississippi)
Walnut is een plaats (town) in de Amerikaanse staat Mississippi, en valt bestuurlijk gezien onder Tippah County.

## Demografie
Bij de volkstelling in 2000 werd het aantal inwoners vastgesteld op 754.
In 2006 is het aantal inwoners door het United States Census Bureau geschat op 757, een stijging van 3 (0.4%).

## Geografie
Volgens het United States Census Bureau beslaat de plaats een oppervlakte van
14,1 km², waarvan 14,0 km² land en 0,1 km² water. Walnut ligt op ongeveer 135 m boven zeeniveau.

## Geboren
- Travis Wammack (1946), gitarist en songwriter

## Plaatsen in de nabije omgeving
De onderstaande figuur toont nabijgelegen plaatsen in een straal van 28 km rond Walnut.